# Antillen-Kreolisch
Antillen-Kreolisch ist eine auf Französisch basierende Kreolsprache, die hauptsächlich auf den Kleinen Antillen gesprochen wird. Von ihren Sprechern wird sie auch Patwa (Patois) genannt. Die Sprache wurde in der Vergangenheit von einer größeren Anzahl Menschen gesprochen, heute ist die Anzahl der Muttersprachler rückläufig. Auf Trinidad gibt es nur noch sehr wenige Sprecher, ebenso auf Grenada. In Dominica wird versucht, die Sprache zu erhalten.
In Gebieten, in denen Französisch Amtssprache ist, wird die Bezeichnung Guadeloupe-Kreolisch verwendet. In Guadeloupe und auf Martinique sprechen nahezu 100 % der Bevölkerung Kreolisch.
In jedem Gebiet finden sich entsprechend benannte Dialekte.

## Verbreitung
| Lage                  | Gruppe                | Insel |
| Inseln über dem Winde | Inseln über dem Winde | Inseln über dem Winde |
| --------------------- | --------------------- | --- |
|                       | Leeward Islands       | Dominica (Antillen-Kreolisch, Dialekt: Dominica-Kreolisch) Guadeloupe (Guadeloupe-Kreolisch, Dialekt (nur auf Marie-Galante): Marie-Galante-Kreolisch) Saint-Barthélemy (Guadeloupe-Kreolisch, Dialekt: Saint-Barthélemy-Kreolisch) |
|                       | Windward Islands      | Martinique (Guadeloupe-Kreolisch, Dialekt: Martinique-Kreolisch) St. Lucia (Antillen-Kreolisch, Dialekt: St.-Lucia-Kreolisch) Grenada (Antillen-Kreolisch, Dialekt: Grenada-Kreolisch)                                              |
| Trinidad und Tobago   |                       | |
|                       | Trinidad and Tobago   | Trinidad (Antillen-Kreolisch, Dialekt: Trinidad-Kreolisch) |

## Beispiele
| deutsch             | kreolisch  | kreolisch  | französisch     | französisch | Bemerkungen |
| ------------------- | ---------- | ---------- | --------------- | ----------- | --- |
| deutsch             | Schreibung | Aussprache | Schreibung      | Aussprache  | Bemerkungen |
| Guten Morgen, Hallo | bózu       | bozu       | bonjour         | bɔ̃ʒuʁ       | halboffener Nasalvokal [ɔ̃] ist halbgeschlossener, nichtnasaler Vokal [o] geworden; stimmhafter postalveolarer Frikativ [ʒ] ist alveolar [z] geworden; [ʁ] ist weggefallen |
| Bitte               | s’u plè    | su plɛ     | s’il vous plaît | s‿il vu plɛ | Zusammenziehung, vgl. das umgangssprachliche siouplaît [sjuplɛ] im Französischen                                                                                          |
| Danke               | mèsi       | mɛsi       | merci           | mɛʁsi       | [ʁ] ist weggefallen |
| Entschuldigung      | padon      |            | pardon          | paʁdɔ̃       | [ʁ] ist weggefallen |